# Calyptranthes buchenavioides
Calyptranthes buchenavioides är en myrtenväxtart som beskrevs av Parra-os.. Calyptranthes buchenavioides ingår i släktet Calyptranthes och familjen myrtenväxter.
Artens utbredningsområde är Colombia. Inga underarter finns listade i Catalogue of Life.